# Товстолесы
Товстолесы — нетитулованный российский и малороссийский дворянский род, диплом герба от 1914 года.
Происходит от Петра Товстолеса: «Родоначальник фамилии этой, Петр Товстолес, служил в Польской области и по абшиту короля польского Владислава IV в 1618 году, назван благородным земским писарем повета Речицкого. Сын его Евсей, по случаю нападения на Польшу разными народами и проходивших междоусобий, оставил там свои имения, перешёл в Малую Россию, где продолжал службу Российскому престолу и, по декрету воеводы Черниговского Ивана Комаровского 1640 года, пожалован имением в деревне Ширабовщине, Черниговского повета, которое, по Гетманским универсалам 1680—1690 годов, подтверждено за сыном его Павлом и внуком Андреем Павловичем, а от сего последнего это же самое имение, и другие, благоприобретенные им, перешли к дальнейшим потомкам его».

## Описание герба
В серебряном щите три опрокинутых чёрных стрелы, упирающихся соединёнными остриями в червлёное сердце. Щит увенчан дворянским коронованным шлемом. Нашлемник: три серебряных страусовых пера.
Намёт червлёный с серебром. Герб рода Товстолесов внесён в Часть 20 Общего гербовника дворянских родов Всероссийской империи, стр. 7.
Червлёный цвет (сердце) — означает верность долгу и Отечеству. Чёрный цвет (стрелы) — мужество.
Сердце со стрелами, обозначает храбрость и любовь к Отечеству, а также военные чины в роду и готовность защищать Отчизну.
Также имелась печать Ивана Товстолеса (коллежского асессора, 1784) с фамильным гербом и инициалами І.Т. , то есть Иван Товстолес.

## Известные и выдающиеся представители рода
Товстолес Иван Иванович, черниговский уездный предводитель дворянства, коллежский асессор, помещик Черниговской губ. ГА Черниговской обл., ф. 20, 20 ед. хр., 1784—1914.

Товстолес Павел Иванович — коллежский асессор (1840 год).

Товстолес Максим Иванович — титулярный советник (1848 год), награждён орденом св. Владимира 4-й степени.

Товстолес Иван Георгиевич — статский советник (1850 год), награждён орденом св. Владимира 4-й степени (другая ветвь).

Товстолес Николай Иванович (1872—1956) — архитектор, техник Городской управы, конторы Гос. банка (1900-е). Архитектор Министерства народного просвещения (1910-е). Автор свыше 50 зданий в Санкт-Петербурге.

Товстолес Григорий Николаевич (1887—1957) (7 апреля 1887, Черниговская губ. — 4 ноября 1957, СССР). Издатель, евразиец, масон. Председатель Борзенской уездной земской управы. В эмиграции в Константинополе. Один из первых евразийцев (1920). С 1925 года жил в Париже. Работал корректором. В 1926 году секретарь Евразийского семинара в Париже. В 1931—1938 годах жил в Медоне (под Парижем), был служащим. Во время Второй мировой войны участвовал в собраниях масонов у С. Г. Лианозова. Масон высших степеней (с 1944). В 1945—1947 годах занимался издательской деятельностью. Участвовал в возрождении ложи «Северное сияние», сторонник немедленного перевода масонских работ в Россию. В 1950 году был выслан из Франции. В СССР был репрессирован (источник). Отец Товстолес Николай Ильич (ум. 1897, Борзенский уездный начальник). Мать Милорадович Зинаида Ильинична. Жена Комаровская Анна Николаевна (ум. 1930, Ницца). Был сын.

## Родословные древа
Родословные древа Петра, Павла, Василия и Романа — сыновей Евсея Петровича Товстолеса, внуков основателя рода — Петра Товстолеса. Родословные составлены до XIX века.

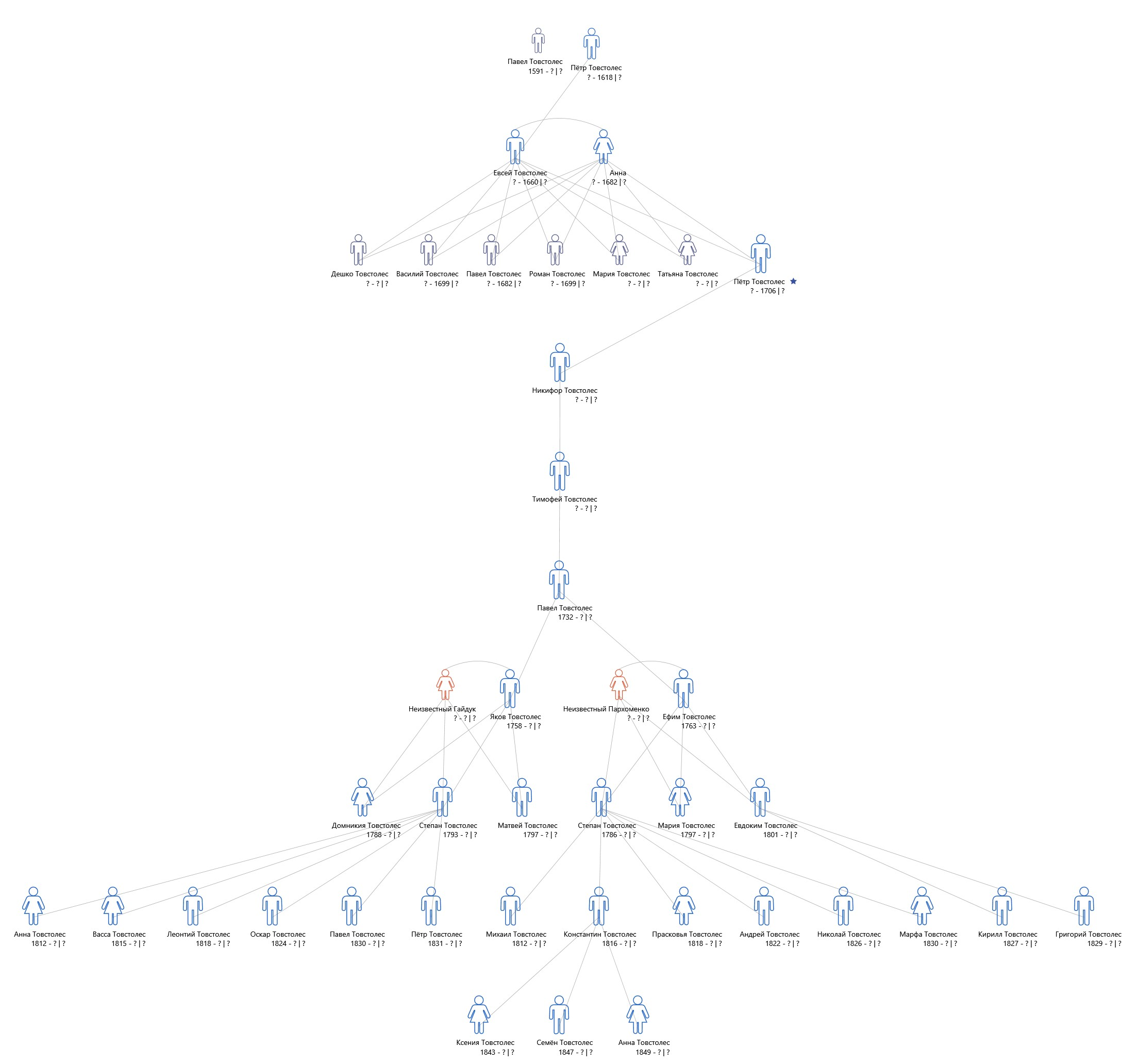
Пётр Товстолес
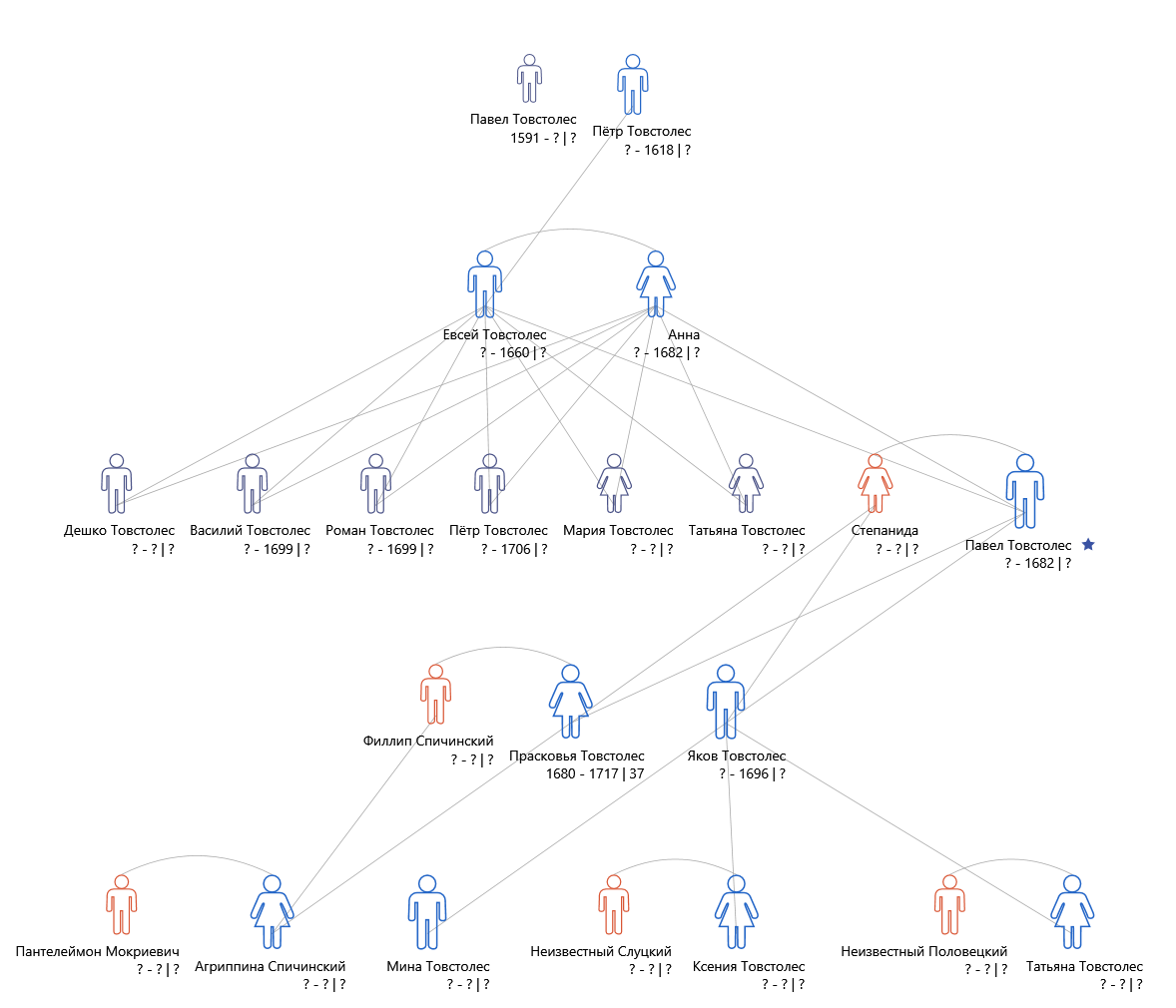
Павел Товстолес
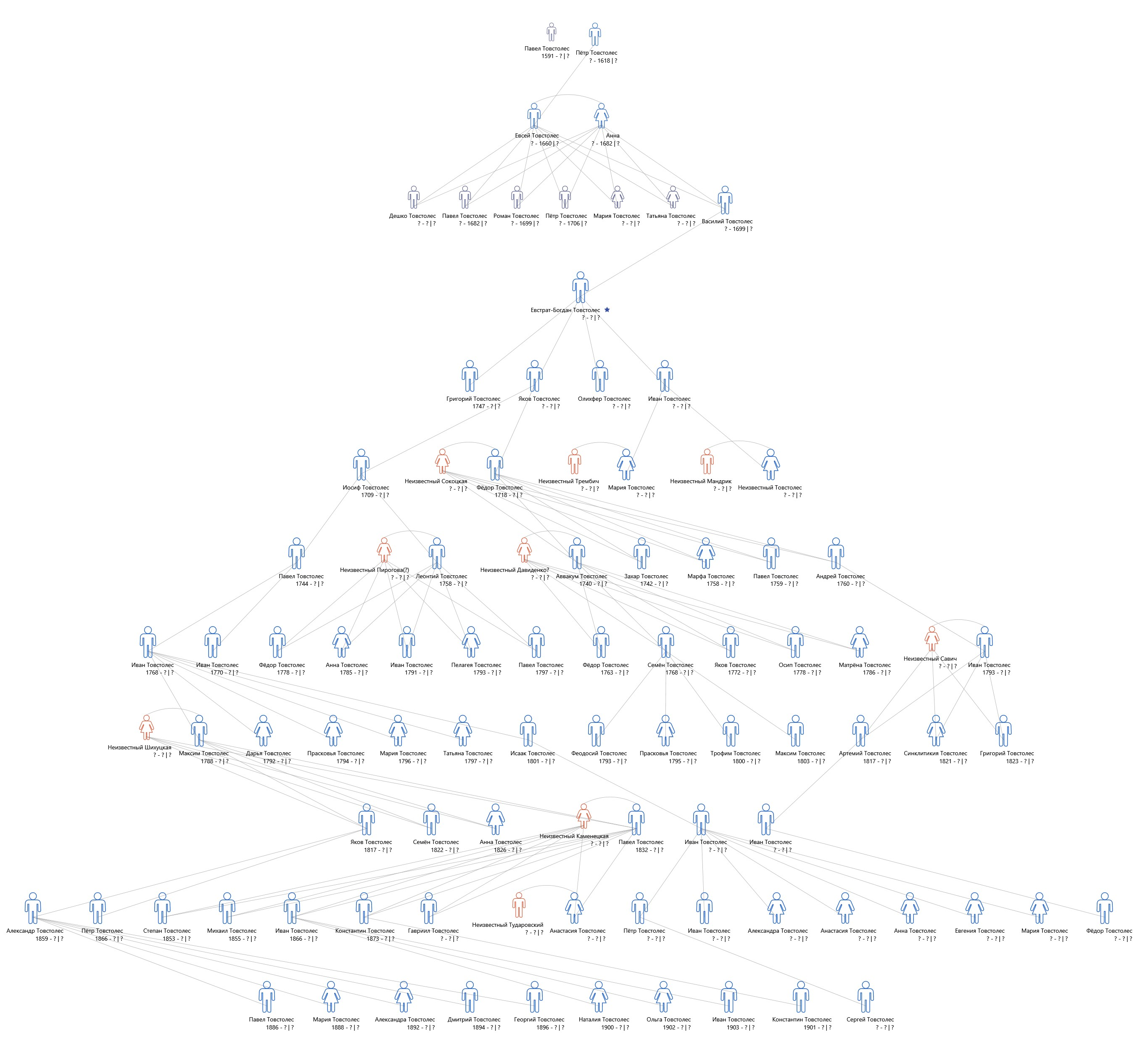
Василий Товстолес
Роман Товстолес